# James Hepburn, Bothwell 4. grófja
James Hepburn (Edinburgh, 1537 – Dragsholm, Dán Királyság, 1578. április 14.) Bothwell 4. grófja, az Orkney-szigetek hercege, a Skót Királyság tengernagya. A Stuart-házon belül a nem királyi oldalág leányágától származott, valamint Lancasteri Johanna skót királynénak, I. Jakab skót király feleségének volt az ükunokája annak a második házassága révén, így utolsó felesége, Stuart Mária királynő apjának, V. Jakab skót királynak a harmadfokú unokatestvére volt. Stuart Mária második férje, Stuart Henrik meggyilkolásában az egyik legfőbb értelmi szerzőnek őt tartják. A skót királynővel kötött házassága révén 1567. május 15-étől június 15-éig a férje megölése utáni sokk miatt kormányozni képtelen királynő férjeként a Skót Királyság de facto legfőbb vezetője volt.

## Élete

Címere

Apja Patrick Hepburn (1512–1556), Bothwell 3. grófja, édesanya Agnes Sinclair (?–1572)
Húga Jean Hepburn (?–1599), Darnley úrnője, akinek a fia volt Stuart Ferenc (1562–1612), V. Jakab skót király házasságon kívül született fiától, John Stuarttól, és ő kapta meg nagybátyja birtokait 1587-ben elsőfokú unokatestvérétől, a nagybátyja mostohafiától, VI. Jakab királytól, amelyet 1567. december 29-én a skót parlament elkobzott az 1567. július 24-én lemondatott királynő férjétől.
1567. május 15-én kötött házasságot I. Mária skót királynővel. A házasságból egy ikerpár származott, de mindketten halva születtek.
James herceg 1578. április 15-én dániai fogságban halt meg.

## Színház és filmművészet
Robert Bolt Éljen a királynő! (Vivat! Vivat Regina!) című, Stuart Máriáról szóló 1971-es drámájában megjelenik James Hepburn, akit Kránitz Lajos alakított az 1977-es József Attila Színházi bemutatójában. A címszereplő Stuart Máriát Kállay Ilona keltette életre, míg I. Erzsébet angol királynőt Szemes Mari formálta meg. A megölt második királyi hitvestársat, Henry Stuartot Ujréti László idézte meg a színpadon.
A Mária, a skótok királynője (Mary, Queen of Scots) című 1971-es brit filmben, amelyet Charles Jarrott rendezett James Hepburnt Nigel Davenport játszotta Vanessa Redgrave címszereplésével. Angliai Erzsébet bőrébe Glenda Jackson bújt, míg a skót királynő második, meggyilkolt férje Timothy Dalton volt. Stuart Mária bátyját, a királynő lemondatásában legnagyobb szerepet játszó Stuart Jakabot, Moray grófját pedig Patrick McGoohan jelenítette meg a filmvásznon.
A korona aranyból van, egy a Magyar Televízióban 1979-ban bemutatott tévéjátékában Kocsis István azonos című írása után Radó Gyula rendezésében Bothwell grófját Koltai Róbert alakította. Stuart Mária Tarján Györgyi volt, míg a királynő intrikus bátyját, Moray grófját Tordy Géza játszotta.

## Gyermekei
- 1. feleségétől vagy ágyasától, Anna Tronds (Anna Throndsen/Anna Rustung) (1540 körül–1607) norvég úrnőtől, 1 feltételezett fiú (?)
- 2. vagy 1. feleségétől, Jean Gordon (1546–1629) Huntly grófnőjétől, Stuart Annabella skót királyi hercegnő ükunokájától. elváltak, nem születtek gyermekei
- 3. vagy 2. feleségétől, I. (Stuart) Mária (1542–1587) skót királynőtől, 2 gyermek (halva született/elvetélt ikrek):[2]
  - N. (gyermek) (Loch Leven, 1567. július 20./23. – Loch Leven, 1567. július 20./23.) skót királyi herceg(nő), iker
  - N. (gyermek) (Loch Leven, 1567. július 20./23. – Loch Leven, 1567. július 20./23.) skót királyi herceg(nő), iker